# 安藤瑞季
安藤 瑞季（あんどう みずき、1999年7月19日 - ）は、大分県津久見市出身のプロサッカー選手。Jリーグ・水戸ホーリーホック所属。ポジションはフォワード。
兄はサッカー選手の安藤翼。

## 略歴
中学時代までは地元の大分県で育ち、津久見市立青江小学校、津久見市立第二中学校を卒業。
年代別代表や県選抜に選出経験は無く、無名の選手であった。
長崎総合科学大学附属高校に進学。2年次には全国高等学校サッカー選手権大会に出場し、大会優秀選手に選出された。3年次にFC東京、ベガルタ仙台、セレッソ大阪、V・ファーレン長崎の練習に参加。卒業後、練習参加したクラブの中で熱心にスカウトが視察に来ていたというC大阪に加入を決めた。
2018年よりセレッソ大阪に入団。3月7日、AFCチャンピオンズリーグのブリーラム・ユナイテッドFC戦でプロデビューを飾った。3日後の3月10日、C大阪U-23のメンバーとしてJ3リーグ開幕節・ブラウブリッツ秋田戦にて、先発出場によりJリーグ初出場を記録。一週間後の3月18日、J1リーグ第4節のヴィッセル神戸戦でJ1初出場を果たした。5月3日、J3第9節・ガイナーレ鳥取戦でプロ入り初得点を決めた。
2019年、アウェイでのガンバ大阪U-23との大阪ダービーでは、同点弾をきめてその後の逆転勝利に貢献、リーグ戦で11得点を記録、U-20日本代表に選出された。
2020年3月、FC町田ゼルビアからオファーを受けて、葛藤したものの移籍先で活躍して、セレッソのトップチームで出場機会を得ることを目標に育成型期限付き移籍した。33試合に出場。
段階を踏んでステップアップとはならず、2021年1月9日、水戸ホーリーホックに完全移籍となった。トップチームでの公式戦出場はわずか5試合だった。「セレッソで活躍したいという気持ちで今までやってきてました。今回はセレッソ大阪を離れる事になりましたが、僕は新しい挑戦だと思っています。移籍をしてもセレッソ大阪の事は応援しています。3年間ありがとうございました！」 などとコメントした。
。
2023年、第34節でプロ入り後初のハットトリックを達成して3-0の勝利に貢献した。34試合に出場して9得点6アシストを記録した。9得点はチーム内トップの好記録だった。

## 所属クラブ
- 青江SSS
- 佐伯S-PLAY MINAMI
- 長崎総合科学大学附属高等学校
- 2018年 - 2020年 セレッソ大阪
  - 2020年4月 - 同年12月 FC町田ゼルビア（育成型期限付き移籍）
- 2021年 - 水戸ホーリーホック

## 個人成績
| 国内大会個人成績 | 国内大会個人成績 | 国内大会個人成績 | 国内大会個人成績 | 国内大会個人成績 | 国内大会個人成績 | 国内大会個人成績 | 国内大会個人成績 | 国内大会個人成績 | 国内大会個人成績 | 国内大会個人成績 | 国内大会個人成績 |
| 年度             | クラブ           | 背番号           | リーグ           | リーグ戦         | リーグ戦         | リーグ杯         | リーグ杯         | オープン杯       | オープン杯       | 期間通算         | 期間通算         |
| 年度             | クラブ           | 背番号           | リーグ           | 出場             | 得点             | 出場             | 得点             | 出場             | 得点             | 出場             | 得点             |
| 日本             | 日本             | 日本             | 日本             | リーグ戦         | リーグ戦         | リーグ杯         | リーグ杯         | 天皇杯           | 天皇杯           | 期間通算         | 期間通算         |
| ---------------- | ---------------- | ---------------- | ---------------- | ---------------- | ---------------- | ---------------- | ---------------- | ---------------- | ---------------- | ---------------- | ---------------- |
| 2018             | C大阪            | 40               | J1               | 1                | 0                | 0                | 0                | 1                | 0                | 2                | 0                |
| 2019             | C大阪            | 40               | J1               | 0                | 0                | 0                | 0                | 0                | 0                | 0                | 0                |
| 2020             | C大阪            | 40               | J1               | 0                | 0                | 0                | 0                | -                | -                | 0                | 0                |
| 2020             | 町田             | 16               | J2               | 33               | 7                | -                | -                | -                | -                | 33               | 7                |
| 2021             | 水戸             | 11               | J2               | 34               | 6                | -                | -                | 1                | 0                | 35               | 6                |
| 2022             | 水戸             | 9                | J2               | 32               | 3                | -                | -                | 0                | 0                | 32               | 3                |
| 2023             | 水戸             | 9                | J2               | 34               | 9                | -                | -                | 2                | 0                | 36               | 9                |
| 2024             | 水戸             | 9                | J2               | 23               | 2                | 0                | 0                | 2                | 1                | 25               | 3                |
| 2025             | 水戸             | 9                | J2               |                  |                  |                  |                  |                  |                  |                  |                  |
| 通算             | 日本             | 日本             | J1               | 1                | 0                | 0                | 0                | 1                | 0                | 2                | 0                |
| 通算             | 日本             | 日本             | J2               | 156              | 27               | 0                | 0                | 5                | 1                | 161              | 28               |
| 総通算           | 総通算           | 総通算           | 総通算           | 157              | 27               | 0                | 0                | 6                | 1                | 163              | 28               |

| 2018   | C大23  | 40     | J3     | 15 | 1  | 15 | 1  |
| 2019   | C大23  | 40     | J3     | 33 | 11 | 33 | 11 |
| 通算   | 日本   | 日本   | J3     | 48 | 12 | 48 | 12 |
| 総通算 | 総通算 | 総通算 | 総通算 | 48 | 12 | 48 | 12 |

| 国際大会個人成績 | 国際大会個人成績 | 国際大会個人成績 | 国際大会個人成績 | 国際大会個人成績 |
| 年度             | クラブ           | 背番号           | 出場             | 得点             |
| AFC              | AFC              | AFC              | ACL              | ACL              |
| ---------------- | ---------------- | ---------------- | ---------------- | ---------------- |
| 2018             | C大阪            | 40               | 2                | 0                |
| 通算             | AFC              | AFC              | 2                | 0                |

出場歴
- J1初出場 - 2018年3月18日 第4節 ヴィッセル神戸戦（ノエスタ）
- J2初出場 - 2020年6月27日 第2節 東京ヴェルディ戦（味スタ）
  - 初得点 2020年9月2日 第16節 愛媛FC戦（ニンスタ）
- J3初出場 - 2018年3月10日 第1節 ブラウブリッツ秋田戦（ヤンマー）
  - 初得点 2018年5月3日 第9節 ガイナーレ鳥取戦（とりスタ）

## タイトル

### クラブ
セレッソ大阪
- FUJI XEROX SUPER CUP（2018年）

### 個人
- 全国高等学校サッカー選手権大会・優秀選手（2016年、2017年）
- 全国高等学校総合体育大会サッカー競技大会・優秀選手（2017年）

## 代表・選抜歴
- U-17日本代表
  - サニックス杯国際ユースサッカー大会（2017年）
- 日本高校選抜
  - NEXT GENERATION MATCH（2017年）
  - デュッセルドルフ国際ユースサッカー大会（2017年）
- U-18日本代表
  - コパ・デル・アトランティコ（2017年）
  - U-19フォーネイションズ（2017年）
  - AFC U-19選手権・予選（2017年）
- U-19日本代表
  - トゥーロン国際大会（2017年）
  - インドネシア遠征（2018年）
  - ロシア遠征（2018年）
  - メキシコ遠征（2018年）
- U-20日本代表
  - トレーニングキャンプメンバー（2017年）
  - 宮崎トレーニングキャンプ（2019年）